# Elosztott számítógépes környezet
Az elosztott számítógépes környezet (angolul Distributed Computing Environment röviden DCE) egy olyan szoftverrendszer, amelyet az 1990-es évek elején fejlesztett egy konzorcium, amely magában foglalta az Apollo Computert ( későbbiekben Hewlett-Packard), az IBM-et, valamint a Digital Equipment Corporation-t, és másokat. A DCE egy keretet szállít, és eszközkészletet alakít ki, mert ügyfél/kiszolgáló alkalmazást fejleszt. A keret tartalmazza a távoli eljáráshívás (RPC) néven ismert  DCE / RPC mechanizmust, az elnevezési (könyvtár) szolgáltatást, időszolgáltatást, hitelesítésszolgáltatást és elosztott állományrendszert (DFS), amely DCE / DFS néven ismert.

## Története
A DCE egy nagy lépés volt architektúrák szabványosítása irányban, amely erősen gyártó függő volt ez előtt. Különböző platformokra alkalmas szoftverben az átalakítási koncepciót egy rövid idő után feladták.
Hasonlóan az OSI DCE modellje nem aratott sikert, az alapvető fogalmak azonban érvényesültek.
Open Software Foundation (OSF) nagymértékben az 1980-as Unix-háborúk részeként jött létre. Miután Sun Microsystems és AT&T  együtt  fáradoztak, UNIX System V Release 4 (SVR4) előállítására és a Unix nyílt forráskód engedélyezésére, sok más Unix gyártók indokolatlanul hátrányos helyzetben érezték magukat és a saját piaci lehetőségeiket.
A Distributed Computing Environment Motiffal és Distributed Management Environmenttel egyetemben az OSF felajánlások egyik összetevője (DME).
OSF kialakulásának a részeként különböző tagok járultak hozzá több folyamatos kutatóprojektjeikhez és a kereskedelmi termékeikhez is. Például a HP/Apollo adta a Network Computing Environmentjét (NCS) és CMA Threads termékeit. Siemens Nixdorf adta a X.500 szerverét és ASN/1 szerkesztőeszközeit. Abban az időben, a hálózati számítástechnika volt nagyon népszerű, és sok érintett vállalkozások dolgoztak hasonló RPC-alapú rendszereken. A DCE rendszer nagymértékben független fejlesztéseken alapult, amelyeket a partnerek közül mindenki csinált. 
DCE/RPC a Network Computing Systemből (NCS) származott és az Apollo Computer alkotott. Az elnevező szolgáltatás (naming service) Digital-nál végzett munkából származik. DCE / DFS –en alapult Andrew File System (AFS) eredetileg a Carnegie Mellon Egyetemen fejlesztették. 
A hitelesítés rendszer kerberoszon, és az Access Control Listsen (ACL-ok) engedélyezési rendszeren alapul. E jellemzőkkel a DCE  meglehetősen komplett C-n alapuló rendszert kínál a hálózati számítástechnikában. Bármilyen gép a hálózaton hitelesítheti a felhasználóit, hozzáférést nyerhet az erőforrásokhoz, azután távolról hívhatja, őket miközben egy egyetlen integrált API-t használ.
Az Internet növekedésével, a Java és webes szolgáltatások nagy részét DCE a Mindshare keresztül ellopták az 1990-es évek közepe és vége felé. DCE jelentős használatai közül az egyik ma a Microsoft s DCOM és ODBC rendszerek, amik DCE/RPC-et használnak, (MSRPC-ben ) a hálózati szállítási rétegükként.
Az  OSF és a projektjei végül a The Open Group részei lettek, ami DCE 1.2.2 egy szabad szoftverlicenc alatt, (az LGPL ) 2005. január 12-én bocsátotta ki. DCE 1.1 sokkal korábban volt elérhető az OSF BSD engedélye alatt, és azt eredményezte, hogy FreeDCE elérhető volt, mióta 2000 FreeDCE tartalmazza DCOM egy implementációját.

## Szerkezet
A DCE egy évtizedek óta használt nagyvállalati környezet, amely a teljes körű és biztonságos integrációt biztosít az azonos hálózatba kapcsolt UNIX (és néhány más) rendszer számára.
Kifejlesztője az OSF (Open Software Foundation - ma az Open Group tagja), ami többek között anno Mach 2.x mikrokernelre épülő többnyire nyílt forráskódú, 64 bites OSF/1 UNIX-ot is kiadta. Ez az operációs rendszer volt az akkor megszülető és sajnos napjainkban megszűnő 32 bites VAX utód, a 64 bites Alpha processzorok UNIX változata, mely az 5-ös verziótól kezdve Tru64 UNIX-ként fut, napjainkig.
Az OSF/1 idején a "UNIX-háború" néven ismert időszak vége felé járunk, amikor két szabvány alakult ki, a tradicionális UNIX kernelre építkező SUN/AT&T System V Release 4 (SVR4), és a Mach-alapú (ezáltal az első igazi multiprocesszoros rendszer) OSF/1 (IBM, HP, DEC).
Node ezt bárki elolvashatja a neten, például Hamster lapján ami egyébként is bibliának számít a VAX/PDP és egyéb érdekes architektúrák, OS-ek, valamint a rég-, és közelmúlt iránt egy kicsit is érdeklődőknek.
A DCE nem operációs rendszer függő, hanem egy több komponensből álló integrált rendszer amelynek implementációja hosszú évek folyamán szinte az összes elterjedt nagyvállalati OS-ben elkészült.
A (nem teljes) lista:
•  Digital UNIX
•  Solaris
•  Ultrix
•  HP-UX
•  AIX
•  Irix
•  SCO
•  AT&T SVR4
•  Cray Unicos
•  System V
És ami nem UNIX:
•  OpenVMS (VAX/Alpha)
•  Microsoft Windows
•  Apple MacOS
•  OS/2
•  AS/400
DCE vezetésének a legnagyobb egysége egy cella.  A legmagasabb kiváltságokat egy cellán belül jelölik ki, amely egy úgynevezett cellaügyintéző, akit általában kijelöltek a felhasználónak, (cell_admin). Megjegyzendő, hogy ehhez nem kell igazi OS - szintű felhasználónak lennie. A cell_admin rendelkezik az összes jogosultsággal, amit DCE támogat a cellán belül.  
Kiváltságok adhatók, vagy eltávolíthatók az alábbi kategóriákban:
- user_obj,
- group_obj,
- other_obj,
- any_other vagy bármilyen adott DCE forrás.

Az első három felel meg tulajdonosának, a csoport tagjának, és bármely más DCE megbízónak. Az utolsó csoportba a nem-DCE megbízók tartoznak.  Többszörös cellákat konfigurálhatnak úgy, hogy megosszanak erőforrásokat egymással és közöljék őket. Minden megbízót külső cellákból kezelnek, ahogy külföldi felhasználókat és kiváltságokat tudnak odaítélni vagy tudnak eltávolítani miközben egyet, értenek. 
Ezen felül, adott felhasználók vagy csoportokhoz hozzárendelhetők jogosultságok bármilyen DCE erőforráson, ami nem lehetséges a hagyományos UNIX fájlrendszeren, amely  ACL -okat hiányol. Fő összetevője a DCE-n belül minden cellának van:
1. A Security Server az felelős hitelesítésért
2. A Cell Directory Server (CDS) az az erőforrások respository-je és ACL valamint
3. A Distributed Time Server amely  egy pontos órát nyújt az egész cella megfelelő működésének.

Modern DCE implementációk, mint például az IBM is képes teljes mértékben együttműködni Kerberosz biztonsági szerverként, LDAP a CDSNAK és a Network Time Protocol az időszerver implementációjának. Amíg lehetséges megvalósítani egy elosztott állományrendszert, ami használja a DCE kiegészítéseseteket azáltal, hogy fájlneveket ad hozzá a CDS-hoz és ahhoz, hogy meghatározzák a megfelelő ACL-okat rajtuk, ez nem felhasználóbarát. DCE / DFS egy DCE alapú alkalmazás, amely egy elosztott fájlrendszer a DCE. DCE / DFS képes támogatni egy fileset  másolatait(a DCE/DFS - megfelelő egy file rendszer) többszörös DFS szervereken van egy írható-olvasható másolási és nulla vagy több csak olvasható másolatot. Replikáció támogatja az írás-olvasás és a csak olvasható másolatot. Ráadásul a DCE/DFS szintén támogatja azt, amit biztonsági mentésnek neveznek. DCE / DFS úgy vélik, hogy a világ egyetlen elosztott fájlrendszere, valamint helyesen hajtja végre a teljes POSIX fájlrendszer szemantikákat, beleértve a byte tartományban rögzítést.
A DCE/DFS eléggé megbízhatóan és stabilan lehetett használni az IBM által, hogy futtassa a back-end fájlrendszert az 1996-os olimpia honlapján, zökkenőmentesen és automatikusan megosztható és szerkeszthető volt világszerte különféle időzónákban.

## Külső hivatkozások
The Open Group's DCE Portal
FreeDCE and DCOM for Linux
DCE Replacement Strategies